# Vladimir Metikoš
Vladimir Metikoš (ur. 7 lipca 1899 w Banja Luce, zm. 1945) – chorwacki wojskowy (generał) w Niepodległym Państwie Chorwackim (NDH) podczas II wojny światowej.
Brał udział w I wojnie światowej w szeregach armii austro-węgierskiej jako porucznik; walczył m.in. na froncie włoskim. Po zakończeniu wojny wstąpił do armii jugosłowiańskiej, w której służył przez cały okres międzywojenny. Po najeździe wojsk Osi i ogłoszeniu powstania Niezależnego Państwa Chorwackiego 10 kwietnia 1941 r., rozpoczął karierę wojskową w Chorwackiej Domobranie. Początkowo był oficerem łącznikowym w niemieckim Dowództwie Obszaru Bośniackiego. We wrześniu 1942 r. został dowódcą 7 Pułku Piechoty "Jure Francetić", działającego we wschodniej Bośni. W marcu 1943 r. krótko dowodził 4 Brygadą Strzelców. 3 czerwca 1944 r. objął funkcję komendanta Obszaru Operacyjnego Lika i jednocześnie dowódcy 4 Brygady Bojowej Ustaszy. Od października do listopada 1944 r. dowodził Brygadą Banja Luka. 1 grudnia objął dowództwo 6 Dywizji Piechoty, które sprawował do końca wojny. Wraz ze swoją jednostką poddał się na pocz. maja 1945 r. Brytyjczykom, ale ci przekazali go wkrótce jugosłowiańskim władzom komunistycznym. 19 września został skazany na karę śmierci. Nie wiadomo, kiedy ją wykonano.